# جونيور جاك
جونيور جاك (بالإيطالية: Junior Jack)‏ هو ملحن ودي جيه ومنتج أسطوانات بلجيكي وإيطالي، ولد في 31 أغسطس 1971 في روتيليانو في إيطاليا.

## وصلات خارجية
- الموقع الرسمي
- جونيور جاك على موقع ميوزك برينز (الإنجليزية)
- جونيور جاك على موقع أول ميوزيك (الإنجليزية)
- جونيور جاك على موقع ديسكوغز (الإنجليزية)